# Badoura State Forest
La Badoura State Forest est une aire protégée américaine dans les comtés de Cass et Hubbard, au Minnesota.